# Cyclotoma testudinaria
Cyclotoma testudinaria là một loài bọ cánh cứng trong họ Endomychidae. Loài này được Mulsant miêu tả khoa học năm 1851.